# Frank Bickerton
Francis « Frank » Howard Bickerton, né le 15 janvier 1889 à Iffley (en) et mort le 21 août 1954 à Aberteifi, est un aventurier, chasseur de trésors, explorateur de l'Antarctique, soldat, aviateur, entrepreneur, chasseur et cinéaste britannique.

## Biographie
Membre de l'expédition antarctique australasienne (1911-1914), il est engagé pour l'expédition Endurance (1914–1917) mais démissionne rapidement pour s'engager dans la Première Guerre mondiale.
Il a combattu avec le Royal Flying Corps et la Royal Air Force, également lors de la Seconde Guerre mondiale. Il est blessé au combat au moins à quatre reprises.

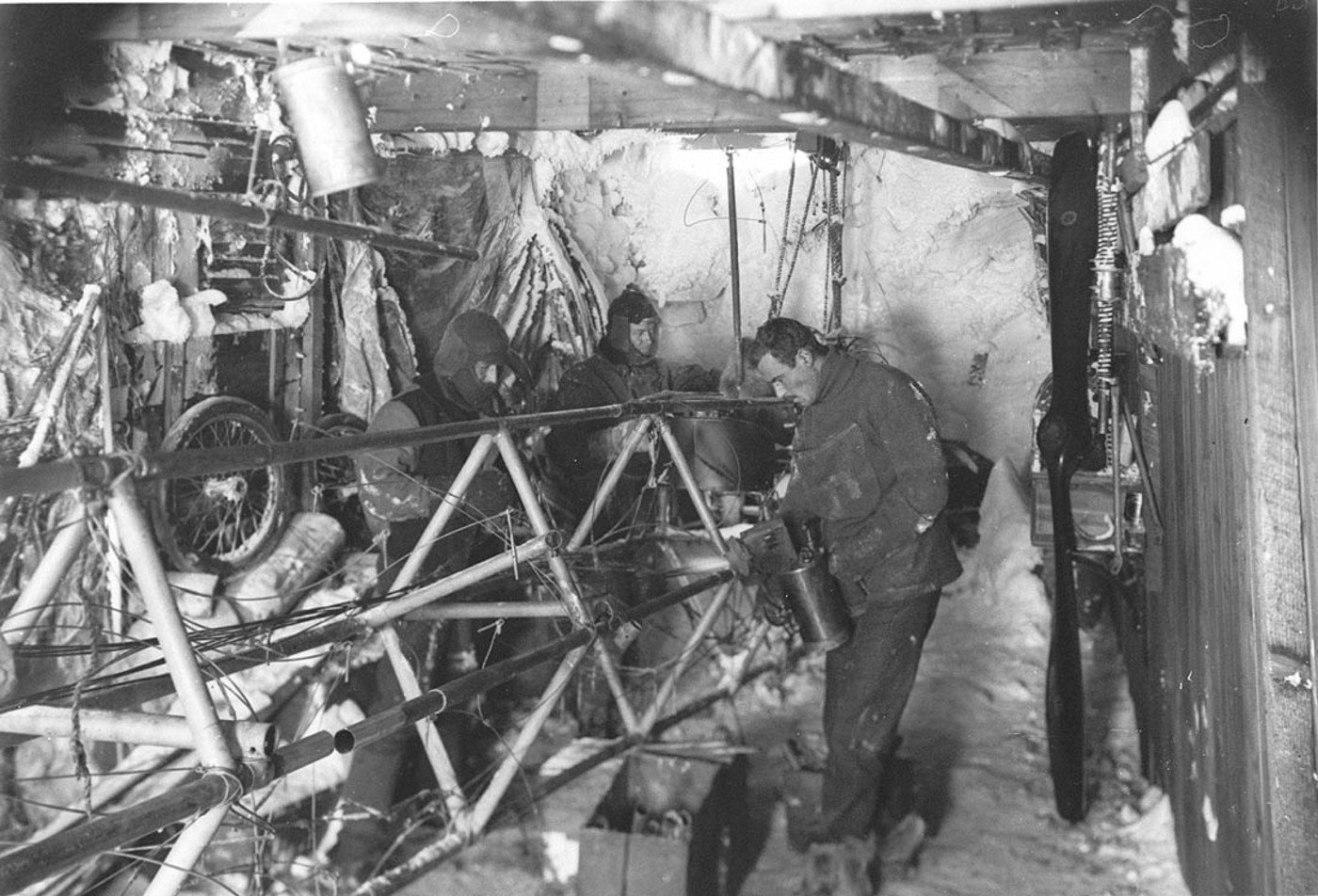
Frank Bickerton travaillant sur le traîneau à traction aérienne pendant l'expédition antarctique australasienne (1911-1914).

## Postérité
Douglas Mawson nomme un cap en son honneur en Antarctique, le cap Bickerton (en).
Bickerton est un proche de l'auteur Vita Sackville-West et a servi de modèle pour le personnage de Leonard Anquetil dans le roman Au temps du roi Édouard (1930).